# Changyon
Changyon (Hán Việt:Trường Uyên) là một huyện của tỉnh Hwanghae Nam tại Cộng hòa Dân chủ Nhân dân Triều Tiên. Huyện có diện tích 396,08 km², dân số năm 2008 là 91.422 người (42.885 nam và 48.537 nữ), dân số đô thị là 43.542 người (47,6%) và dân số nông thôn là 47.880 người (52,4%).

## Địa lý
Changyŏn giáp với Kwail và Songhwa ở phía bắc, phía đông là Samchon và Taetan, phía nam là Ryongyon, và phía tây là Hoàng Hải. Hầu hết đất đai của huyện Changyŏn là các đồng bằng bằng phẳng, còn các ngọn núi tạo thành ranh giới tự nhiên của huyện. Đỉnh cao nhất Changyon là Núi Pulta, với cao độ 609 mét.

## Lịch sử
Changyon được hình thành từ thời nhà Triều Tiên. Chaeryŏng trong một thời gian ngắn từng thống nhất vào quận Hwanghae được thành lập vào năm 1895 trong thời kỳ, nhưng sau đó được phục hồi như cũ vào năm 1896. Cơ cấu hành chính hiện nay của huyện được tạo lập từ năm 1952 khi tiến hành tái phân định hành chính, và toàn bộ phần phái nam của huyện đã được tách ra để hình thành huyện mới Ryongyon. Năm 1956, Changyon trở thành một huyện của tỉnh Hwanghae khi tỉnh Hwanghae được chia tách.

## Giao thông
Huyện có tuyến xe lửa Hwanghae đi qua với các điểm dừng tại ga Raksan và ga Changyon. Cũng có một xa lộ chạy qua thị trấn Changyŏn.

## Hành chính
Changyon được chia thành 1 thị trấn (ŭp), 1 khu lao động (rodongjagu) và 19 xã (ri).
|               | Chosŏn'gŭl | Hancha       | Hán Việt                   |
| ------------- | ---------- | ------------ | -------------------------- |
| Changyŏn      | 장연읍     | 長淵邑       | Trường Uyên ấp             |
| Rakyŏn        | 락연노동자 | 樂淵勞動者區 | Nhạc Uyên lao động giả khu |
| Ch'angp'a-ri  | 창파읍     | 蒼波里       | Thương Ba lý               |
| Ch'ŏnggye-ri  | 청계읍     | 清溪里       | Thanh Khê lý               |
| Ch'uhwa-ri    | 추화읍     | 秋花里       | Thu Hoa lý                 |
| Haean-ri      | 해안리     | 海安里       | Hải An lý                  |
| Hakrim-ri     | 학림리     | 鶴林里       | Hạc Lâm lý                 |
| Hwawŏn-ri     | 화원리     | 花源里       | Hoa Nguyên lý              |
| Kŭmsa-ri      | 금사리     | 金寺里       | Kim Tự lý                  |
| Kwangch'ŏn-ri | 광천리     | 廣天里       | Quảng Thiên lý             |
| Myŏngch'ŏn-ri | 명천리     | 明川里       | Minh Xuyên lý              |
| Nulsan-ri     | 눌산리     | 訥山里       | Nột Sơn lý                 |
| Paksan-ri     | 샘물리     | 샘물里       |                            |
| Rakhung-ri    | 락흥리     | 樂興里       | Nhạc Hưng lý               |
| Saemmul-ri    | 산천리     |              |                            |
| Samsan-ri     | 삼산리     | 三山里       | Tam Sơn lý                 |
| Sanch'ŏn-ri   | 산천리     | 山川里       | Sơn Xuyên lý               |
| Sansu-ri      | 산수리     | 山水里       | Sơn Thủy lý                |
| Sema-ri       | 세마리     | 細馬里       | Tế Mã lý                   |
| Sŏkjang-ri    | 석장리     | 石長里       | Thạch Trường lý            |
| Sŏnjŏng-ri    | 선정리     | 仙亭里       | Tiên Đình lý               |